# Robin Shou
Shou Wan Por (tiếng Trung: 仇雲波, sinh ngày 17 tháng 7 năm 1960), được biết đến với nghệ danh Robin Shou, là một diễn viên, võ sĩ và diễn viên đóng thế người Hồng Kông. Anh được biết đến với vai diễn Liu Kang trong loạt phim Mortal Kombat (1995 và 1997), vai Gobei trong Beverly Hills Ninja (1997 với sự tham gia của Chris Farley), vai Gen trong Street Fighter: The Legend of Chun-Li (2009), và 14K trong phim Death Race (2008-2013), Shou cũng là một ngôi sao phim hành động Hồng Kông nổi tiếng vào cuối những năm 1980 và đầu những năm 1990. Anh đã xuất hiện trong khoảng 40 bộ phim trong sự nghiệp của mình ở Hồng Kông trước khi bước chân vào Hollywood từ năm 1994.

## Sự nghiệp diễn xuất
Vai diễn đầu tiên của Shou là trong phim Forbidden Nights vào năm 1990, với Melissa Gilbert. Mặc dù chỉ là một bộ phim truyền hình, đây là lần đầu tiên anh đóng phim tại Mỹ. Tuy nhiên, Shou đã quay trở lại Hồng Kông và tiếp tục làm phim ở đó. Năm 1994, Shou quay trở lại Los Angeles, anh xuất hiện với vai Liu Kang, một nhà sư Thiếu Lâm đang tìm cách trả thù cho cái chết của em trai mình, trong Mortal Kombat.
Shou cũng xuất hiện với một vai nhỏ trong các trò chơi điện tử chuyển thể khác, DOA: Dead or Alive, dựa trên sê-ri trò chơi điện tử cùng tên của Tecmo, được sản xuất bởi đạo diễn tựa game Mortal Kombat, Paul WS Anderson và nhà sản xuất Jeremy Bolt. Anh đóng vai 14K trong loạt phim Death Race và vai Gen trong Street Fighter: The Legend of Chun-Li năm 2009. Shou cũng từng đảm nhiệm vai trò chỉ đạo võ thuật cho vai diễn của nữ diễn viên Milla Jovovich trong bộ phim Resident Evil.

## Phim đã đóng

### Phim ảnh
| Năm  | Tên Phim                                          | Vai Diễn                         | Ghi Chú                                                                    |
| ---- | ------------------------------------------------- | -------------------------------- | -------------------------------------------------------------------------- |
| 1987 | The Big Brother                                   | Robin                            | —                                                                          |
| 1988 | City War                                          | Killer                           | —                                                                          |
| 1989 | Death Cage                                        | Lan Si Han                       | —                                                                          |
| 1990 | Đặc cảnh đồ long 2                                | Waise Chow                       | as Robin Chou                                                              |
| 1990 | Fatal Termination                                 | Wai Loong                        | —                                                                          |
| 1991 | Eastern Heroes                                    | Hawk                             | —                                                                          |
| 1992 | Black Cat 2                                       | Robin                            | —                                                                          |
| 1992 | Interpol Connection                               | —                                | —                                                                          |
| 1994 | The Most Wanted                                   | Gang leader                      | —                                                                          |
| 1995 | Mortal Kombat                                     | Liu Kang                         | Shou's very first Hollywood big screen debut and his second American movie |
| 1997 | Mortal Kombat: Annihilation                       | Liu Kang                         | —                                                                          |
| 1997 | Beverly Hills Ninja                               | Gobei                            | —                                                                          |
| 2003 | Red Trousers - The Life of the Hong Kong Stuntmen | Evan Narrator Himself            | Đạo diễn                                                                   |
| 2006 | 18 Fingers of Death!                              | Jackie Chong                     | —                                                                          |
| 2006 | DOA: Dead or Alive                                | Pirate Senior                    | —                                                                          |
| 2008 | Death Race                                        | 14K                              | —                                                                          |
| 2009 | Street Fighter: The Legend of Chun-Li             | Gen                              | —                                                                          |
| 2010 | Death Race 2                                      | 14K                              | —                                                                          |
| 2011 | Mortal Enemies                                    | Sunny                            | —                                                                          |
| 2013 | Death Race 3: Inferno                             | 14K                              | —                                                                          |
| 2014 | Black Tiger: Hunter Hunted                        | Pacific "Pac" Fong / Black Tiger | Phim ngắn                                                                  |
| TBD  | Dead Mule Suitcase                                | Jack Lam                         | Đạo diễn                                                                   |

### Trò Chơi
| Năm  | Tựa game      | Nhân vật            | Ghi chú              |
| ---- | ------------- | ------------------- | -------------------- |
| 2012 | Sleeping Dogs | Conroy Wu/Roland Ho | Diễn viên lồng tiếng |